# Norman Reynolds
Norman Reynolds (Londra, 26 marzo 1934 – Cheltenham, 6 aprile 2023) è stato uno scenografo e regista britannico.

## Biografia
Divenne famoso per aver curato la scenografia della trilogia originale di Guerre stellari e I predatori dell'arca perduta. Attivo  a lungo anche come art director, diresse alcuni episodi della serie televisiva Amazing Stories e fu regista di seconda unità in Alive - Sopravvissuti e L'esorcista III.

## Premi e riconoscimenti

### Premi
- Premio Oscar:
  - 1982 - Miglior scenografia per I predatori dell'arca perduta
  - 1978 - Miglior scenografia per Guerre stellari
- BAFTA Awards:
  - 1982 - Miglior scenografia per I predatori dell'arca perduta

### Candidature
- - 1988 - Miglior scenografia per L'impero del sole
  - 1984 - Miglior scenografia per Il ritorno dello Jedi
  - 1981 - Miglior scenografia per L'Impero colpisce ancora
  - 1977 - Miglior scenografia per The Incredible Sarah
- BAFTA Awards:
  - 1989 - Miglior scenografia per L'impero del sole
  - 1984 - Miglior scenografia per Il ritorno dello Jedi
  - 1981 - Miglior scenografia per L'Impero colpisce ancora

## Filmografia

### Scenografo
- L'uomo bicentenario (Bicentennial Man) (1999)
- Sfera (Sphere) (1998)
- Mission: Impossible (1996)
- Alive - Sopravvissuti (Alive) (1993)
- Alien³ (1992)
- L'impero del sole (Empire of the Sun) (1987)
- Piramide di paura (Young Sherlock Holmes) (1985)
- Nel fantastico mondo di Oz (Return to Oz) (1985)
- Il ritorno dello Jedi (Return of the Jedi) (1983)
- I predatori dell'arca perduta (Raiders of the Lost Ark) (1981)
- L'Impero colpisce ancora (The Empire Strikes Back) (1980)
- Guerre stellari (Star Wars) (1977)
- Sarah Bernhardt - La più grande attrice di tutti i tempi (1976)
- Il piccolo principe (The Little Prince) (1974)

### Regista di seconda unità
- Alive - Sopravvissuti (Alive) (1993)
- L'esorcista III (The Exorcist III) (1991)